# El Cairo, Chiapas
El Cairo är en ort i Mexiko.   Den ligger i kommunen Huehuetán och delstaten Chiapas, i den sydöstra delen av landet, 900 km sydost om huvudstaden Mexico City. El Cairo ligger 241 meter över havet och antalet invånare är 174.
Terrängen runt El Cairo är kuperad. Runt El Cairo är det ganska tätbefolkat, med 179 invånare per kvadratkilometer. Närmaste större samhälle är Tapachula, 19,3 km söder om El Cairo. I omgivningarna runt El Cairo växer i huvudsak städsegrön lövskog.